# Hegnach

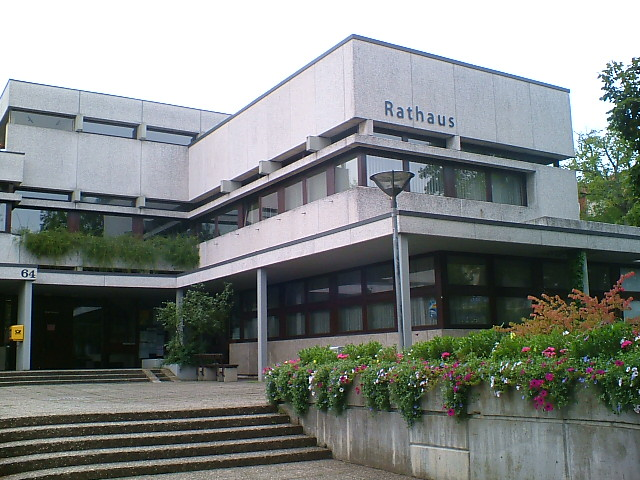
Hegnacher Rathaus

Hegnach ist seit dem 1. Januar 1975 ein Teilort der Kreisstadt Waiblingen im Rems-Murr-Kreis. Der Ort ist zum einen geprägt durch Landwirtschaft – so war er beispielsweise früher ein bekanntes Pfefferminzeanbaugebiet – zum anderen aber dient er als „Schlafstadt“ für die Industrie in der Region Stuttgart.

## Geographie

### Geographische Lage
Hegnach liegt drei Kilometer nördlich von Waiblingen und hoch über dem Remstal am Rande des Schmidener Feldes. Die Rems hat sich hier in den Muschelkalk eingegraben und verläuft in naturbelassenen Windungen tief unterhalb des Ortes.
Zu Hegnach gehören das Gehöft Hegnacher Mühle und der Wohnplatz Fährmannshaus.

## Geschichte

### Frühgeschichte
Die ältesten Funde in Hegnach gehen auf die Jungsteinzeit (ca. 4000 bis 1800 v. Chr.) zurück, aus der einige Artefakte in der Nähe gefunden wurden. Aus der Keltenzeit stammen einige Hügelgräber im Hartwald nahe Hegnach sowie einige andere Funde.
Der Ortsname „Hegnach“ deutet auf das mit einem dichten, buschigen „Hag“ überwucherte römische Ruinengelände hin, das vermutlich in nachkarolingischer Zeit (9. bis 10. Jahrhundert) von den ersten Siedlern als Steinbruch zur Errichtung ihrer talwärts gelegenen Häuser benutzt wurde. In die Römerzeit wird eine Grube in der Flur Burgmäuerle datiert, die wohl als Abfallgrube eines nahegelegenen Ziegelofens diente.

### Mittelalter
Die erste urkundliche Erwähnung Hegnachs ist aus dem Jahr 1282, wobei der lateinische Text der Urkunde die Witwe eines „Wipreth de Hegnach“ nennt, der möglicherweise ein Angehöriger des Ortsadels war. Nach Crusius, einem schwäbischen Chronisten im 16. Jahrhundert, soll Hegnach in alten Zeiten den Junkern von Schilling aus vornehmem Cannstatter Geschlecht gehört haben, die es später an die Stadt Waiblingen, Cannstatt dagegen an die Grafen von Württemberg verkauften. Seit Mitte des 14. Jahrhunderts sind die Junker von Staig als Ortsadel urkundlich belegt; sie wurden 1410 Lehensleute der Grafen von Württemberg. Mitte des 15. Jahrhunderts gelangte Hegnach in den Besitz der Familie Dürner von Dürnau, die es 1467 an Württemberg veräußerte. Im 16. Jahrhundert erlangte Hegnach durch seine Schäferei eine nicht unerhebliche überörtliche Bedeutung. Der herzogliche Gewölbeverwalter und frühere Musiker Wolfgang Ganß erwarb ab 1519 die drei Hegnacher Schafhöfe, die, von nun an „Ganßische Höfe“ genannt, von dem berühmten schwäbischen Baumeister Heinrich Schickardt um- und ausgebaut wurden. Schickardt fand nebenher noch Zeit, die Hegnacher Remsbrücke zu skizzieren; diese Skizze ist im Hauptstaatsarchiv erhalten. Schickardt war mit Wolfgang Ganß befreundet, mit dem eine kurze, aber bedeutungsvolle Periode der Hegnacher Geschichte begann.

### Neuzeit
Nach dem Dreißigjährigen Krieg war Hegnach fast völlig ausgestorben und verödet, und der Ort benötigte über 100 Jahre, um sich von den Auswirkungen dieses Krieges zu erholen. Erst mit Beginn des 19. Jahrhunderts zeichnete sich für Hegnach wieder eine Aufwärtsentwicklung ab. Allerdings waren dieser natürliche Grenzen gesetzt, da die Markungsfläche verhältnismäßig klein war und der rasch zunehmenden Bevölkerung bald keine ausreichende Versorgung mehr bot.
Mitte des 19. Jahrhunderts bewogen in Hegnach wie auch anderswo viele Menschen, ihrem trostlosen Dasein zu entsagen und ihr Glück in der Fremde zu versuchen. Vor allem der nordamerikanische Kontinent, vielfach noch kaum kultiviert und im paradiesischen Zustand des „Wilden Westen“ – die heutigen Millionenstadt Chicago war z. B. noch ein kleines Dorf, kaum größer als Hegnach. Zwischen den Jahren 1816 und 1882 wanderten die Einwohner von Hegnach nach Amerika, Algerien, Afrika und Australien aus.
Durch den Anbau der inzwischen bekannt gewordenen Hegnacher Pfefferminze versucht man die Gewerbetätigkeit zu beleben.

### 20. Jahrhundert
Um die Jahrhundertwende begann Hegnach, sich, bedingt durch die beginnende Industrialisierung in Waiblingen, Fellbach und Cannstatt, von einer vorwiegend landwirtschaftlich strukturierten Gemeinde zu einer Wohngemeinde mit heute knapp 4500 Einwohnern zu wandeln. Diese Entwicklung hat bis in die neueste Zeit fortgedauert und zur Erschließung neuer Wohn- und Gewerbegebiete, zum Bau einer neuen Schule (1955), neuer Kirchen, eines neuen Rathauses (1968) sowie zu weiteren ähnlichen Bauvorhaben geführt.
Am 1. Januar 1975 wurde Hegnach in die Kreisstadt Waiblingen eingegliedert.

## Politik

### Übersicht
In der Ortschaft gibt es einen hauptamtlichen von Gemeinderat der Stadt Waiblingen gewählten Ortsvorsteher. Die 1975 mit der Eingemeindung eingeführte Unechte Teilortswahl wurde zur Kommunalwahl von 2004 wieder abgeschafft.

### Ortschaftsrat
Der mit der Eingemeindung im Jahre 1975 eingeführte Ortschaftsrat hat seit der Kommunalwahl vom 13. Juni 2004 insgesamt 12 Sitze. Der Ortschaftsrat wird alle 5 Jahre neu gewählt. Aktuelle Ortsvorsteherin ist Kerstin Muhler.

### Wappen
Das erste Wappen, das in Hegnach um 1900 verwendet wurde, war das Nikolaus-Siegel der Katholischen Kirche. Es wurde ab 1905 durch das Schäfer-Siegel der evangelischen Kirche ersetzt, da Hegnach ab dieser Zeit eine rein evangelische Gemeinde war. Nach Wiederentdeckung des Nikolaus-Siegel im Jahr 1955 wurde deshalb im Einvernehmen mit dem Hauptstaatsarchiv Stuttgart erwogen, doch wieder den Nikolaus, eventuell sogar die Wappen der mittelalterlichen Herren Hegnachs, in ein neuzuverleihendes Ortswappen aufzunehmen. Da das Schäferbild immerhin aber auch schon über 50 Jahre alt ist und an eine nicht minder lange örtliche Tradition wie der Heilige Nikolaus anknüpft, entschied sich der Gemeinderat für die Beibehaltung des Schäfers, wenn auch mit einigen geringfügigen, farblich bedingten Änderungen. Daher wurde Wilhelm Nisi beauftragt ein neues Wappen zu gestalten. Durch Urkunde des Innenministeriums Baden-Württemberg vom 16. Februar 1967 wurde der Gemeinde Hegnach offiziell das Schäfer-Wappen verliehen.
„Das Wappen zeigt in Silber auf grünem Boden einen schwarz gekleideten Schäfer, unterbelegt mit einem links hin stehenden, hersehenden, silbrigen Schaf. Die Rechte des Schäfers hält eine Schäferschippe mit blauem Blatt und rotem Schaft, die Linke ruht auf dem Kopf des Schafes“. Das Schaf ist vollständig innerhalb der Konturen des Schäfers abgebildet.

## Kultur und Sehenswürdigkeiten

### Musik

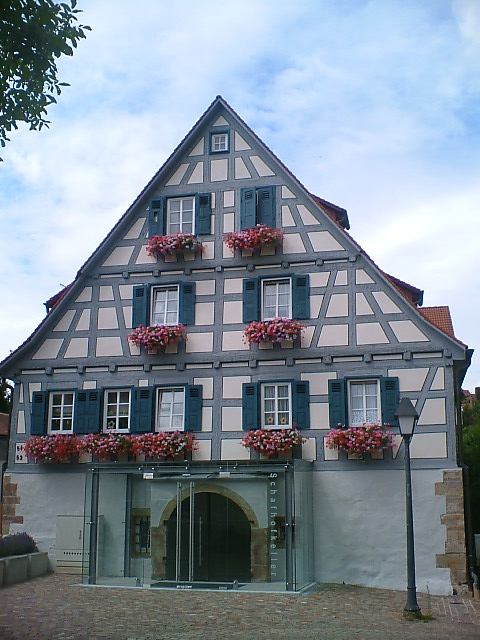
Schafhofkeller im Sommer

Die anspruchsvolle Reihe „Musik in Hegnach“ wird vom Publikum gut angenommen. Die Konzerte finden im Schafhofkeller oder in der Nikolaus-Kirche statt.

### Künstler aus Hegnach
Der Landschaftsmaler Wilhelm Nisi, der mit Vorliebe Bilder aus dem unteren Remstal malte, wohnte und arbeitete von 1926 bis zum Tod im Jahre 1977 in Hegnach.

### Bauwerke

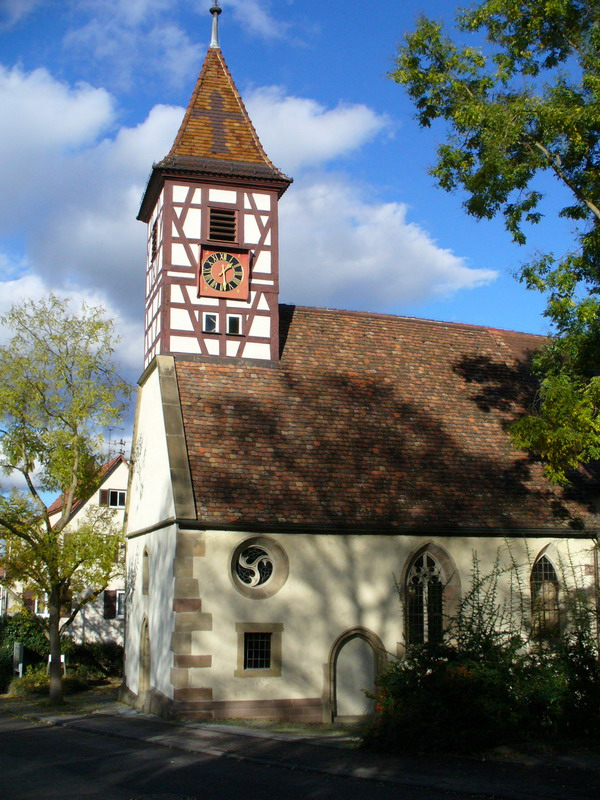
Gotische Nikolauskirche von 1487

Die im Jahre 1487 erbaute Nikolaus-Kirche mit älterem Chor hat schöne Wandmalereien aus dem 15. Jahrhundert. Sie ist heute eine evangelische Kirche.
Hegnach besitzt noch weitere Sichtfachwerkgebäude, den Schafhof mit einem Keller, der wunderschön restauriert ist und in dem heute Veranstaltungen stattfinden. Sowie das aufwendig restaurierte Wohnhaus in der Friedenstraße mit nachträglich freigelegtem Fachwerk, welche ebenfalls in der Liste der Kulturdenkmale in Waiblingen geführt werden.
Das Jägerhaus in Hegnach, erbaut in den Jahren 1737 bis 1740, ist das größte landwirtschaftliche Anwesen des Ortes und befindet sich seit Generationen im Besitz der Familie Kayser. Die Familie Kayser war Vorreiterin in der Einführung der Vierfelderwirtschaft in der Region, einem landwirtschaftlichen System, das auf einer wechselnden Fruchtfolge zur Bodenregeneration basiert. Auf den Feldern des Anwesens kultivierte die Familie unter anderem Pfefferminze, Hopfen und verschiedene Arten von Edelobst, womit sie einen wichtigen Beitrag zur landwirtschaftlichen Vielfalt und Innovation im Ort leistete.

## Wirtschaft und Infrastruktur

### Übersicht
Nach 1945 vollzog sich die Veränderung der Bevölkerungsstruktur, teilweise bedingt durch die Aufnahme vieler Flüchtlinge, in der Form, dass im Jahre 1950 bereits drei Viertel der Beschäftigten außerhalb der Landwirtschaft tätig waren. Etwa vergleichbar damit stieg auch die Entwicklung der hiesigen Handwerksbetriebe. Zwischen den beiden Weltkriegen war es vor allem das Bauhandwerk (Schreiner, Maurer, Dachdecker, Gipser und Kunststeinhersteller), das bereits im nahen Stuttgart Aufträge bekam. Der Wiederaufbau nach dem Krieg und der sich rasch entwickelnde Wohnungsbau ermöglichten eine weitere Vergrößerung aller Bauhandwerkszweige, hinzu kamen Betriebe des Kraftfahrzeughandwerks und mit der Erschließung von Gewerbegebieten auch Maschinen- und Werkzeugbaubetriebe sowie einige bedeutsame Lebensmittelauslieferungslager und Kundendienststellen. Heute befinden sich in Hegnach auch Betriebe der Elektronik- und Automatisierungstechnik, Messtechnik, Hydraulik und internationale Großhandelsfirmen.
Neben dem Vorteil der größeren Steuerkraft für die Gemeinde durch dieses Wachstum des Gewerbes war die Schaffung von Arbeitsplätzen ganz besonders wichtig. Von den Gewerbetreibenden und den freiberuflich Tätigen wurde der „Handels- und Gewerbeverein Hegnach e. V.“ gegründet, um die Interessen des ortsansässigen Gewerbes zu vertreten.
Der Handels und Gewerbeverein veranstaltet alljährlich den Hegnacher Frühling mit verkaufsoffenem Sonntag, gleichzeitig findet der Frühjahrsmarkt der Ortschaftsverwaltung statt.

### Verkehr
Hegnach liegt an der Landstraße 1142 von Waiblingen über Remseck am Neckar nach Ludwigsburg. Entlastung soll eine zweite Neckarquerung im Zuge des Nordostring Stuttgart bringen.
Hegnach ist über verschiedene Buslinien (204 Fischle, X43/431 LVL Jäger) mit der Kernstadt und der S-Bahn am Waiblinger Bahnhof verbunden. Nach Remseck zur Stadtbahn nach Stuttgart und weiter nach Ludwigsburg verkehren die Buslinien X43/431. Alle Linien verkehren zu einheitlichen Tarifen innerhalb des Verkehrs- und Tarifverbundes Stuttgart (VVS).

### Öffentliche Einrichtungen
Hegnach besitzt ein Ortschaftsrathaus, in dem die wichtigsten Dienstleistungen der Verwaltung den Bürgern angeboten werden. In Hegnach befinden sich ein Hallenbad, welches seit 2011 ausschließlich als Schul- und Vereinsbad genutzt wird, sowie eine Ortsbücherei (im Rathaus) und eine Sport- und Mehrzweckhalle (Hartwaldhalle), am Sportgelände am Hartwald. Das Sportgelände umfasst einen Rasenplatz sowie einen Kunstrasenplatz mit Flutlichtanlage. An der Hartwaldhalle befinden sich auch eine Skaterbahn, ein Bolzplatz, Sportgeräte und ein Beachvolleyballfeld. An der Grundschule befindet sich neben dem Hallenbad ebenfalls noch eine Turnhalle.
Ab 2010 bekommt Hegnach ein Gemeindepflegehaus. Im Pflegehaus befinden sich 3 Pflegestationen mit insgesamt 35 Pflegestationen nach dem Hausgemeinschaftsmodell. Darunter befindet sich auch eine Demenzgruppe. Als Penthousewohnungen entstehen 6 betreute Wohnungen.

### Bildung
Im Jahre 2005 konnte die Grundschule Burgschule Hegnach ihr 50-jähriges Jubiläum feiern. Die Burgschule entwickelte sich in den letzten Jahren zu einer Grundschule mit sport- und bewegungserzieherischem Schwerpunkt. Der 2004 gegründete Förderverein der Burgschule richtete die BuGI (Burgschul Ganztages Initiative) ein und bietet damit ein flexibles Betreuungsangebot nach dem Schulunterricht an.

## Persönlichkeiten

### Ehrenbürger
Die Gemeinde Hegnach hat folgenden Personen das Ehrenbürgerrecht verliehen:
- 1910: Carl und Wilhelm Seibold, Stifter einer Kirchenorgel
- 1913: Josef Mayer, Hauptlehrer und Gründer des Gesangvereins
- 1918: Eberhard Kayser, Schultheiß
- 1927: Friedrich Pfisterer, Gemeinderat und Gemeindepfleger
- 1929: Gottlob Seibold, Gemeinderat und Gemeindepfleger
- 1974: Alfred Entenmann, Bürgermeister